# Halacritus instabilis
Halacritus instabilis är en skalbaggsart som först beskrevs av Sylvain Auguste de Marseul 1869.  Halacritus instabilis ingår i släktet Halacritus och familjen stumpbaggar. Inga underarter finns listade i Catalogue of Life.